# 中内正利
中内 正利（なかうち まさとし、1903年8月25日 - 1985年10月15日）は、英語学者。
大阪市生まれ。1925年大阪市立高等商業学校（現大阪市立大学）卒業、横浜正金銀行入行、大阪支店勤務。36-45年マニラ、ニューヨーク、リオデジャネイロ、青島の各支店に勤務。39年ニューヨーク市立大学で英語学を学ぶ。46年横浜正金銀行大阪支店、47年東京銀行に移行し、48年東京本店勤務。58年定年退職、60年早稲田大学専任講師、66年教授、74年定年退職。75―84年日本実用英語学会会長。84年名誉会長。

## 著書
- 英語商業文要論 実業之日本社 1952
- アメリカの風物 Americana a la carte 研究社出版 1953
- アメリカ文学カメラ紀行 研究社出版 1955
- アメリカの横顔 研究社出版 1956 (研究社時事英語ライブラリー)
- 実務英文通信 研究社 1963 (実務英語入門シリーズ)
- 役に立つ英語の学び方 研究社 1964
- 暮らしの英語 南雲堂 1967 (南雲堂実用英語シリーズ)
- アメリカ風物誌 早川書房 1968
- 商業英語通信文の書き方 南雲堂 1977.10 (南雲堂実用英語シリーズ)
- 英語使いの英語 南雲堂 1986.10

## 共著
- 英米の風物地誌 桜庭信之共著 研究社 1959 (英語科ハンドブックス)
- 英米風物事典 岩崎民平,芹沢栄共著 研究社出版 1960 (英語科ハンドブックス)
- 実務・実用英語研究法 矢吹勝二,羽田三郎共著 研究社出版 1964 (実務英語入門シリーズ)

## 翻訳
- 英語学パンフレット 第26編 Shall,Willの研究(ダール 研究社 1936-40)
- 憑かれた夫 E・S・ガードナー 早川書房 1958 (世界探偵小説全集)

## 参考
- 「英語使いの英語」附載年譜